# The Beautiful Letdown
The Beautiful Letdown —en español: La hermosa decepción— es el cuarto álbum de estudio de la banda estadounidense Switchfoot. Fue lanzado el 25 de febrero de 2003, se puso en marcha la banda en la corriente principal de la fuerza de dos Top 20 de singles: "Meant to Live" y "Dare You to Move". El álbum fue muy popular y se mantuvo en un elemento básico en el Billboard 200 cartas del álbum durante una cantidad de tiempo considerable. El álbum vendió más de 2,7 millones de copias en los EE. UU. y finalmente fue certificado doble platino por la RIAA.
El álbum ganó un Disco del Año premio en los 2003 San Diego Music Awards. Se ocupó el puesto número 195 en el Billboard Hot 200 discos de la década.

## Antecedentes
En 2002, la banda entró al estudio para comenzar a grabar el seguimiento de su expediente 2000, aprendiendo a respirar. Fueron sin firmar en el momento, su contrato con re: creó Registros/Gorrión expiró con la realización de Learning to Breathe. El bajista Tim Capataz ha dicho que "este fue el más libertad que nunca habíamos sentido mientras que el seguimiento de un álbum -. No hay sellos discográficos, sin distracciones, sólo cuatro chicos haciendo el disco que siempre había querido hacer" Ellos terminaron de grabar en dos semanas, pero poco después, se firmaron con el sello discográfico Columbia Records. En última instancia, retrasó la publicación, como la etiqueta presentó el álbum para su posterior mezcla y comercialización. "Sony es un gran barco de guerra de una empresa", dijo el cantante Jon Foreman. "Se necesita mucho tiempo para darle la vuelta. Es como el estacionamiento en paralelo un Buick." Finalmente fue puesto en libertad el 25 de febrero de 2003 como The Beautiful Letdown.

## Música y letras
El álbum contó con algunos de los trabajos más intrincados de la banda hasta la fecha, y contó con una desviación de la baja fidelidad de sonido indie rock de sus tres álbumes anteriores. Este cambio hacia un sonido más capas, más pesado de rock con influencias electrónica ocasionales se puede atribuir a la adición de hace mucho tiempo miembro de gira por Jerome Fontamillas como un miembro de la banda de tiempo completo. Contribuyendo más para el proceso de grabación, rellenando con su mayor versatilidad instrumentales provocó Capataz señalar, "Me siento como Jerome es un gran jugador de equipo. Quiero decir lo mismo donde viven él sólo un poco llena, es lo mismo que en el álbum. No es más que un tipo maravilloso para tener alrededor. "El sonido también fue influenciado por el hecho de que" estas fueron las canciones que habíamos jugado infinidad de veces en vivo, canciones que habíamos vivido con. "Esto también era el más preparado que nunca habíamos estado durante un récord ", el bajista Tim Capataz ha comentado. El álbum reúne un sonido ecléctico, ya que reúne a la inspiración de los diez años anteriores de rock contemporáneo. La canción "This Is Your Life" cuenta con un atasco de pop más sutil, mientras que el up-beat, alegre "Gone" trae el álbum a un lugar completamente diferente musicalmente, ejemplificando versatilidad musical de la banda."
Líricamente, las canciones del álbum hablan de esperanza, a pesar de un mundo imperfecto. "The Beautiful Letdown se trata de la vida real: lo bueno, lo malo y lo feo", dijo Jon Foreman. "Es un intento honesto para reflexionar sobre los grandes y terribles aspectos del ser humano, la tensión de la existencia."  "Meant to Live" expresa esto en la lírica, "Estábamos destinados a vivir por mucho más / tienen que perdido nosotros mismos? / Queremos más que tiene bienes de este mundo para ofrecer / Queremos más que las guerras de nuestros padres ". Mientras que las creencias cristianas de la banda se comunican claramente a través de mensaje del álbum, el bajista Tim Capataz señala que "Somos cristianos por fe, no por género". Inspirado por su U2 modelo a seguir, la banda busca combinar el atractivo de la roca con profundidad y pensamientos espirituales. 
Las primeras copias de promoción del álbum se imprimieron con la canción "Monday Comes Around" en él. Cuando la versión amplia fue a imprimir Capataz elimina la canción mientras sentía que no encontró el tono del álbum. La canción puede ahora puede conocer en la reedición de "The Beautiful Letdown" de 2004 sobre la acompaña DVD, en el lado B del significaba vivir vinilo single lanzado, en copias de la versión japonesa de Nothing Is Sound, y en el 2007 iTunes Deluxe relanzamiento de The Beautiful Letdown.

### Recepción
El lanzamiento de su cuarto álbum de estudio fue recibida con gran éxito, vendiendo más de 2,6 millones de copias y convirtiéndose en doble platino certificado. A pesar de la abrumadora éxito de la empresa dominante banda cristiana, algunos criticaron The Beautiful Letdown alegando que carecía de originalidad y diciendo que era demasiado similar a otro de rock cristiano como Jars of Clay y Creed.

## Lista de canciones
| Album release |                         |                            |          |  |
| N.º           | Título                  | Escritor(es)               | Duración |  |
| 1.            | «Meant to Live»         | Jon Foreman, Tim Foreman   | 3:20     |  |
| 2.            | «This Is Your Life»     |                            | 4:18     |  |
| 3.            | «More Than Fine»        |                            | 4:14     |  |
| 4.            | «Ammunition»            |                            | 3:45     |  |
| 5.            | «Dare You to Move»      |                            | 4:09     |  |
| 6.            | «Redemption»            |                            | 3:06     |  |
| 7.            | «The Beautiful Letdown» |                            | 5:21     |  |
| 8.            | «Gone»                  | Jon Foreman, Tim Foreman   | 3:45     |  |
| 9.            | «On Fire»               | Jon Foreman, Daniel Victor | 4:39     |  |
| 10.           | «Adding to the Noise»   | Jon Foreman, Tim Foreman   | 2:50     |  |
| 11.           | «Twenty-Four»           |                            | 4:52     |  |

2007 iTunes Deluxe Edition
| 2007 iTunes Deluxe Edition |                                        |                          |          |  |
| N.º                        | Título                                 | Escritor(es)             | Duración |  |
| 12.                        | «Monday Comes Around»                  | Jon Foreman, Tim Foreman | 3:32     |  |
| 13.                        | «Dare You to Move» (Alternate Version) |                          | 4:47     |  |
| 14.                        | «Meant to Live» (Acoustic)             | Jon Foreman, Tim Foreman | 3:27     |  |

## Posicionamiento en listas
| Año  | Chart                   | Posición |
| ---- | ----------------------- | -------- |
| 2005 | Australian Albums Chart | 45       |
| 2004 | U.S. Billboard 200      | 16       |
| 2004 | Top Internet Albums     | 16       |
| 2004 | Top Christian Albums    | 1        |

| Chart (2000–2009)  | Posición |
| ------------------ | -------- |
| U.S. Billboard 200 | 195      |

| País           | Certificación | Ventas     |
| -------------- | ------------- | ---------- |
| Estados Unidos | 2x Platinum   | 2,700,000+ |
| Canada         | Gold          | 50,000     |

## Personal
Switchfoot
- Jon Foreman - Voz, guitarra, coros
- Tim Foreman - el bajo, coros
- Chad Butler - batería, percusión
- Jerome Fontamillas - guitarra, teclado, coros